# HAPPO
HAPPO（はっぽー、1963年10月22日 - ）は日本の作曲家・編曲家・音楽プロデューサー。天秤座、A型。「OPUS」主宰者。

## 来歴
作曲家/編曲家、ギタリスト、ベーシスト、ドラマー、キーボーディスト、マニピュレーター等、各社原盤ディレクター、音楽プロデューサー、受託メーカーA&R、ゲームサウンドクリエイター、CM制作 などの実績あり。
1991年12月16日 株式会社オウパス（音楽制作会社 ） 設立・代表取締役社長
2001年3月20日 有限会社パルディスクス（原盤制作、製造、販売、流通、出版管理業務） 設立・代表取締役社長
2009年10月1日 ミュージックプラス合同会社（原盤制作、製造、販売、流通業務） 設立・代表社員

## 関わり及び作曲/編曲/プロデュース・アーティスト
- 星野由妃
- 東京パフォーマンスドール
- 穴井夕子
- 八木田麻衣
- 篠原涼子
- 川村知砂
- TPD DASH
- Les.TPD
- 大阪パフォーマンスドール
- 久宝留理子
- 郷ひろみ
- 辺見えみり
- KAZZ
- KAYOCO
- サブリナ
- 花村薫
- 斉藤祐紀
- Friend of mine
- 横須賀ゆめな
- GESS
- 山本早織
- 鈴木美夏
- 松田かりな
- サウンドパラダイス
- 具泰完
- MANA
- 高野千恵
- 黒沢光義
- 椎名へきる
- KENZI&THE TRIPS
- V6
- 岸田敏志
- 斉藤麻里
- 村田亮
- MAOCHICA
- J&B
- 小南数麿
- 宇戸俊秀
- TRIPLE DAIAMOND
- 湯川トーベン
- BABY×STARS
- 中本トクロウ
- 岩井久美子
- MOJIN
- 真藤敬利
- 吉岡美穂
- 山内テツ
- 山本達彦

等